# Крістофер Нільсен
Крістофер Нільсен (13 січня 1998 , Канзас-Сіті, Міссурі ) — американмький легкоатлет, що спеціалізується на стрибках з жердиною, срібний призер Олімпійських ігор 2020 року.

## Кар'єра
| Рік             | Змагання                      | Місце проведення        | Місце           | Результат       | Примітки        |
| Представник США | Представник США               | Представник США         | Представник США | Представник США | Представник США |
| --------------- | ----------------------------- | ----------------------- | --------------- | --------------- | --------------- |
| 2016            | Олімпійські випробування США  | Юджин, США              | —               | NM              |                 |
| 2016            | Чемпіонат світу серед юніорів | Бидгощ, Польща          | 7               | 5.35 м          |                 |
| 2017            | Чемпіонат США                 | Сакраменто, США         | 3               | 5.75 м          |                 |
| 2017            | Чемпіонат світу               | Лондон, Велика Британія | 13 (кв.)        | 5.60 м          |                 |
| 2018            | Чемпіонат США                 | Де-Мойн, США            | 2               | 5.80 м          |                 |
| 2019            | Чемпіонат США                 | Де-Мойн, США            | 7               | 5.46 м          |                 |
| 2019            | Панамериканські ігри          | Ліма, Перу              | 1               | 5.76 м          |                 |
| 2021            | Олімпійські випробування США  | Юджин, США              | 1               | 5.90 м          |                 |
| 2021            | Олімпійські ігри              | Токіо, Японія           | 2               | 5.97 м          |                 |
| 2022            | Чемпіонат світу в приміщенні  | Белград, Сербія         | 3               | 5.90 м          |                 |
| 2022            | Чемпіонат світу               | Юджин, США              | 2               | 5.94 м          |                 |